# Agrostis gracilifolia
Agrostis gracilifolia är en gräsart som beskrevs av Charles Edward Hubbard. Agrostis gracilifolia ingår i släktet ven, och familjen gräs.

## Underarter
Arten delas in i följande underarter:
- A. g. bryophila
- A. g. parviflora